# Mina Minovici
Mina Minovici (n. 30 aprilie 1858, Brăila – d. 25 aprilie 1933, București) a fost un medic legist și farmacist român. Este faimos pentru studiile aprofundate despre alcaloizii cadaverici, putrefacție, simularea bolilor mintale și antropologie medico-legală. Este fondatorul școlii române de medicină judiciară și a fost directorul primului Institut de Medicină Legală din România, construit în 1892. Fondator al sistemului medico-legal modern, a fost una dintre cele mai proeminente personalități din acest domeniu din Europa timpurilor sale.
Legea nr. 149/1930, intrată în vigoare de la 12.06.1930, prevedea menținerea pe viață a profesorului dr. Mina Minovici ca director al Institutului Medico-Legal Profesor dr. Mina Minovici din București „ca o consacrare a meritelor sale excepționale, în post de director ce ocupă la acest Institut”.
În anul 1908, profesorul Mina Minovici a mumificat corpul unui bătrân cerșetor. În anul 2003, după o serie de investigații: tomografie computerizată, endoscopie, toxicologie și o cercetare amănunțită a arhivelor IML s-a constat prezența organelor în interiorul mumiei, în poziția lor anatomică normală. Nu s-a găsit decât o singură incizie, la nivelul coapsei drepte, prin care a fost deschisă artera femurală, pentru injectarea fluidului folosit la îmbălsămare. Compoziția fluidului folosit pentru îmbălsămare era: doi litri de formol 40% și câte 250 ml de glicerină și alcool etilic de 96 de grade.

## Biografie
Mina Minovici a avut mai mulți frați, printre care și Nicolae Minovici, de al cărui nume se leagă Vila Minovici, din București, cartierul Băneasa și Ștefan Minovici, chimist român.

## Lucrări
- Etude médico-légale sur les alcaloides cadavériques, 1888
- De l'influence des ptomaines dans la recherche toxicologiquee des alcaloides végétaux, 1891
- Quelques considérations médico-légales sur les maladies mentales simulées, 1899
- Putrefacția din punct de vedere medico-legal și igienic, 1899
- Sur la criminalité féminine en Roumanie, în „Archives d'anthropolgie criminelle”, 1907
- Tratat complet de medicină legală, 1928-1930 (2 volume)[6]